# Maxim Wiktorowitsch Sidorow
Maxim Wiktorowitsch Sidorow (russisch Максим Викторович Сидоров, engl. Transkription Maksim Viktorovich Sidorov; * 13. Mai 1986 in Moskau) ist ein russischer Kugelstoßer.
Sidorow gewann bei den Leichtathletik-Junioreneuropameisterschaften 2005 in Kaunas die Bronzemedaille. Er nahm an den Leichtathletik-Halleneuropameisterschaften 2009 in Turin, den Leichtathletik-Weltmeisterschaften 2009 in Berlin und an den Leichtathletik-Hallenweltmeisterschaften 2010 in Doha teil, ohne sich für ein Finale zu qualifizieren. Dies gelang ihm erst bei den Leichtathletik-Halleneuropameisterschaften 2011, wo er die Bronzemedaille hinter den Deutschen Ralf Bartels und David Storl errang. Bei den Leichtathletik-Weltmeisterschaften in Daegu schied er erneut nach der Qualifikation aus. 2012 belegte er bei den Leichtathletik-Hallenweltmeisterschaften in Istanbul den fünften Rang. Bei den Olympischen Spielen in London wurde er Elfter.
Sidorow wurde bislang viermal russischer Meister im Kugelstoßen: 2009 und 2011 im Freien sowie 2010 und 2012 in der Halle.

## Doping
Wegen eines auf Indapamid positiven Dopingtests wurde Sidorow 2017 für ein Jahr gesperrt, die Sperre gilt rückwirkend vom 3. Juli 2017 an.